# Gandan kolostor
A Gandan kolostor Ulánbátor buddhista vallási épületegyüttese. A komplexum tibeti elnevezésének szabad magyar fordításaː A tökéletes öröm nagy helye. Fontos helyszíne Buddha tanításai megismerésének és gyakorlásának.

## Története
A tibeti stílusú kolostort 1809-ben építtette a 4. vagy 5. dzsepcundamba kutuktu, vagyis a legmagasabb rangú vallási vezető. A létesítmény a tantrikus buddhizmus legfőbb központjává vált Mongóliában. Számos iskola működött benne, valamint foglalkoztak asztrológiával és hagyományos orvoslással is falai között.
A kommunista hatalomátvétel után megkezdődött a buddhista szerzetesek üldözése, épületeik megsemmisítése. A kommunisták az 1930-as években több mint 900 kolostort pusztítottak el, valamint tízezernél több szerzetest gyilkoltak meg. A Gandan kolostor azon kevés buddhista létesítmény közé tartozik, amely túlélte a tisztogatásokat. 1938-ban bezárták, és templomai közül ötöt lebontottak. Többi épületét marhaistállóként vagy a szovjet kormány képviselőinek fogadására használták.
1944-ben a szerzetesek engedélyt kaptak a megmaradt épületek megnyitására és eredeti rendeltetésüknek megfelelő működtetésére. Mindazonáltal a kolostorban csak kevés szerzetes élhetett, ők is szigorú hatósági felügyelet alatt. Az 1990-es rendszerváltozás után a korlátozásokat megszüntettékː ma mintegy 150 szerzetes lakik a területén.

## Az óriás Avalókitésvara-szobor
Egy külön álló szentélyben kapott helyet Avalókitésvara hatalmas szobra. Az eredeti szobor a 8. dzsepcundamba kutuktu uralkodása alatt készült. A 26 méteres magas szobor rézből készült, amelyet aranyborítással láttak el. A szovjetek a szobrot beolvasztották. A ma látható óriásszobrot az eredeti mintájára készítették a demokratikus átalakulás után Nepál és Japán segítségével. A szobor üreges, több tonna gyógyfű, kétmillió köteg mantra és egy jurta komplett felszerelése van belsejében.

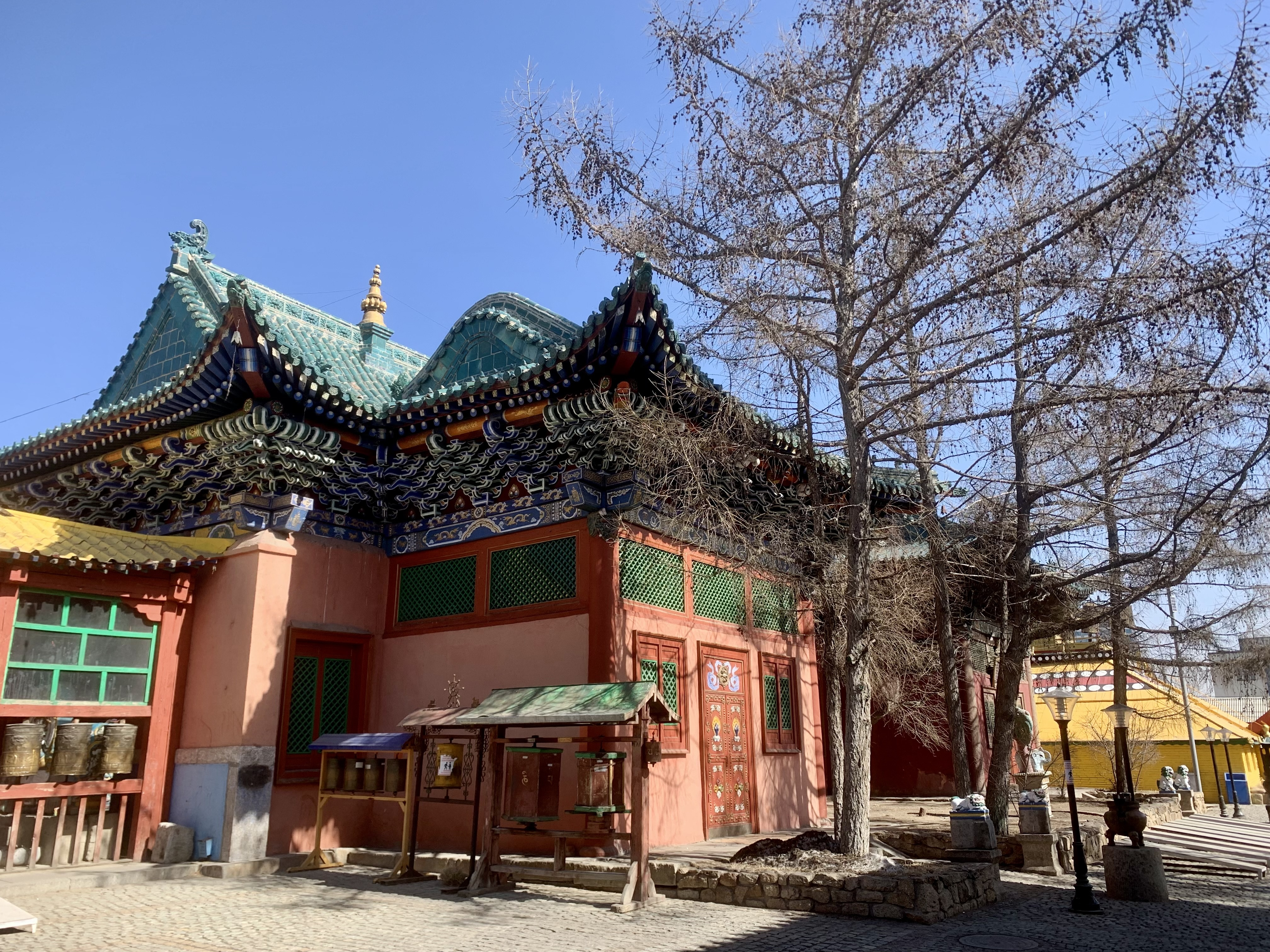
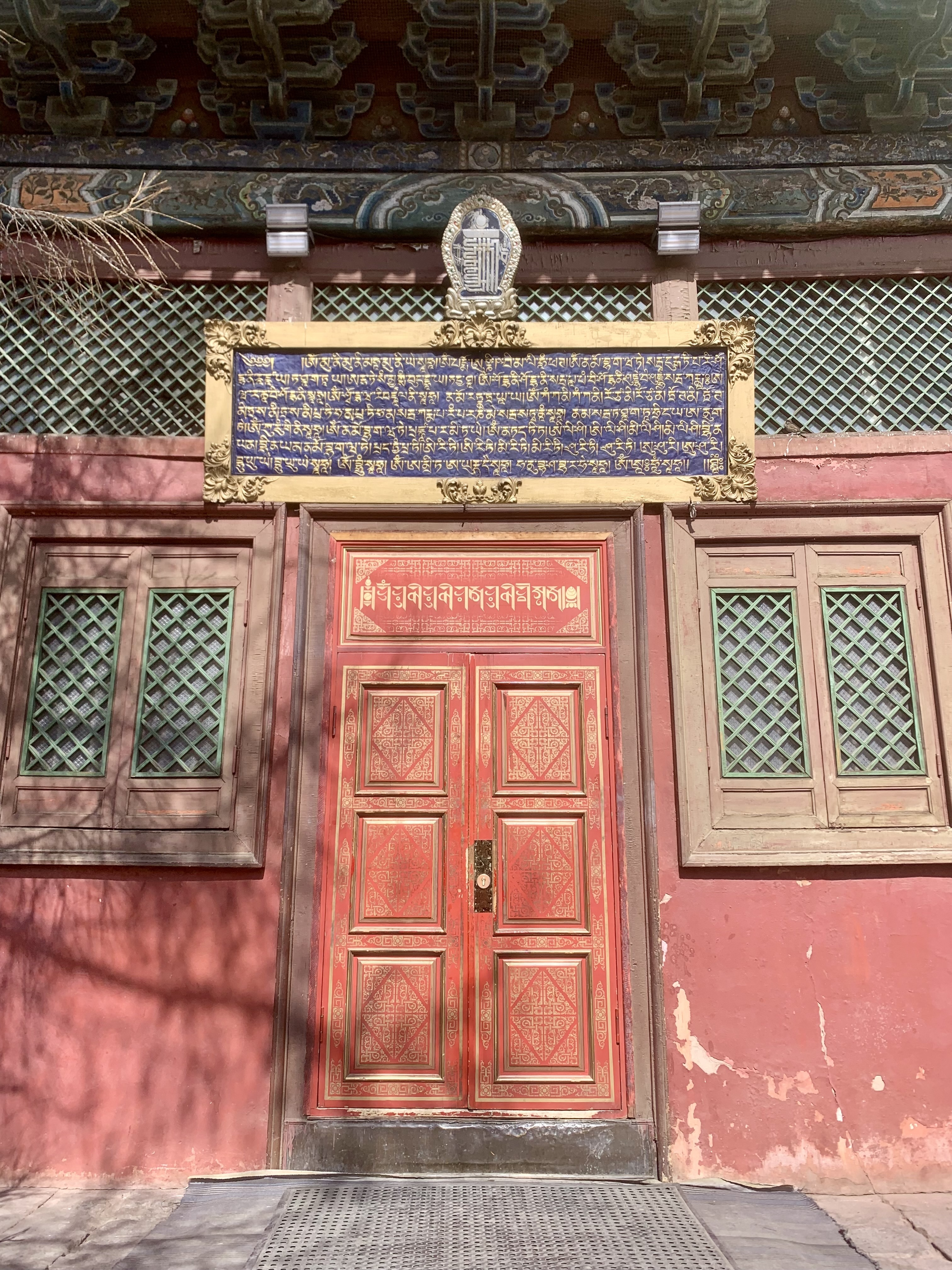
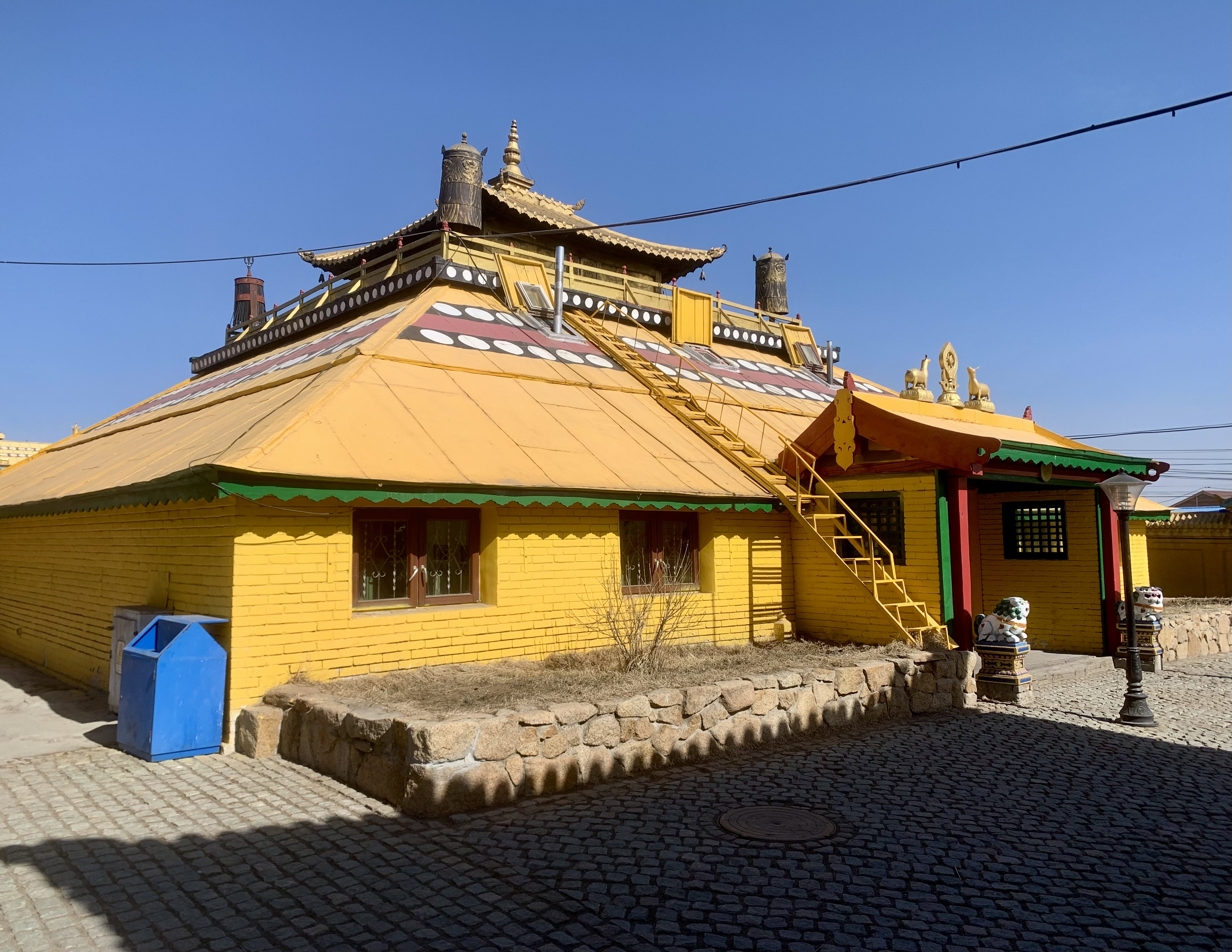
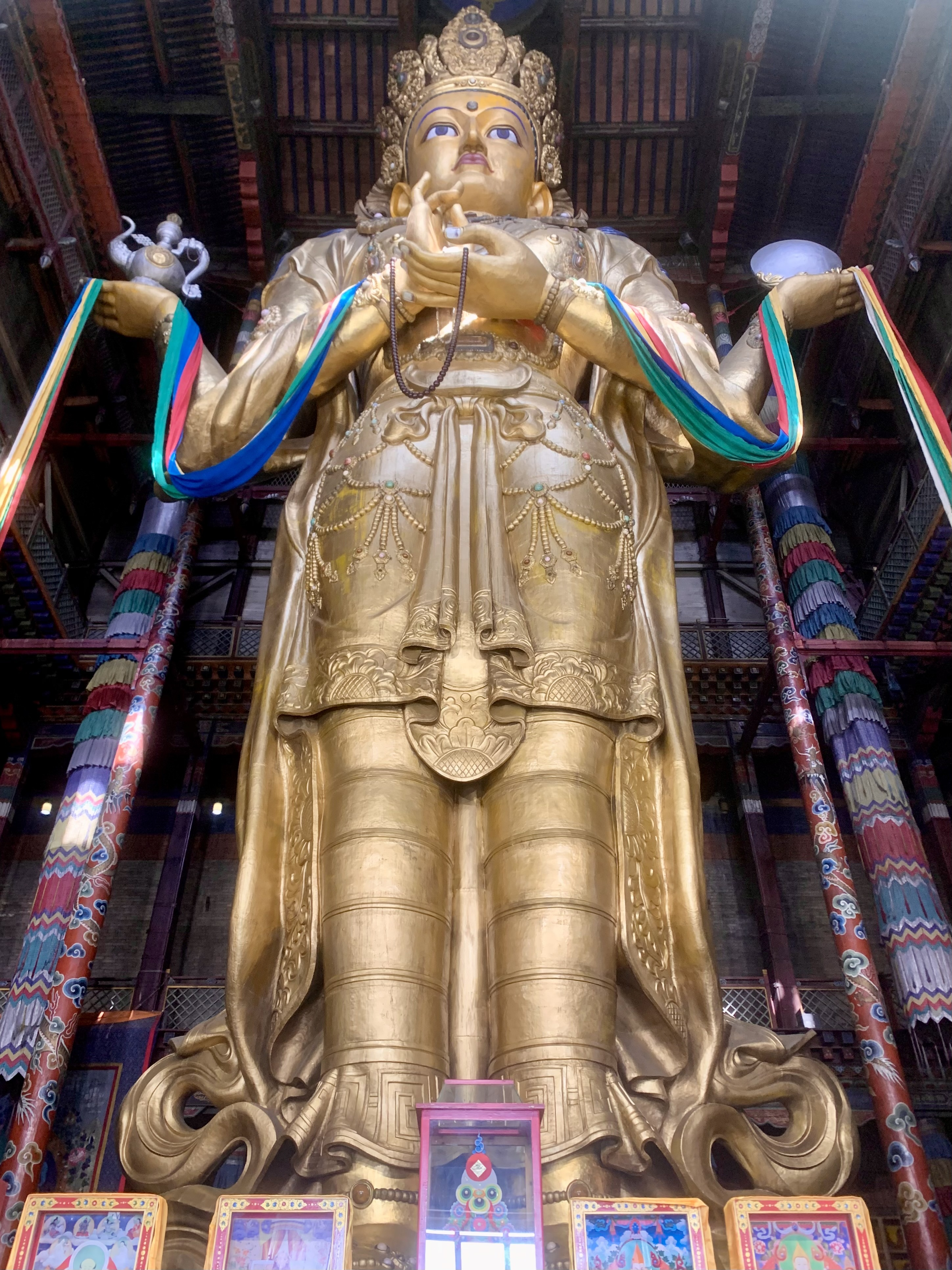
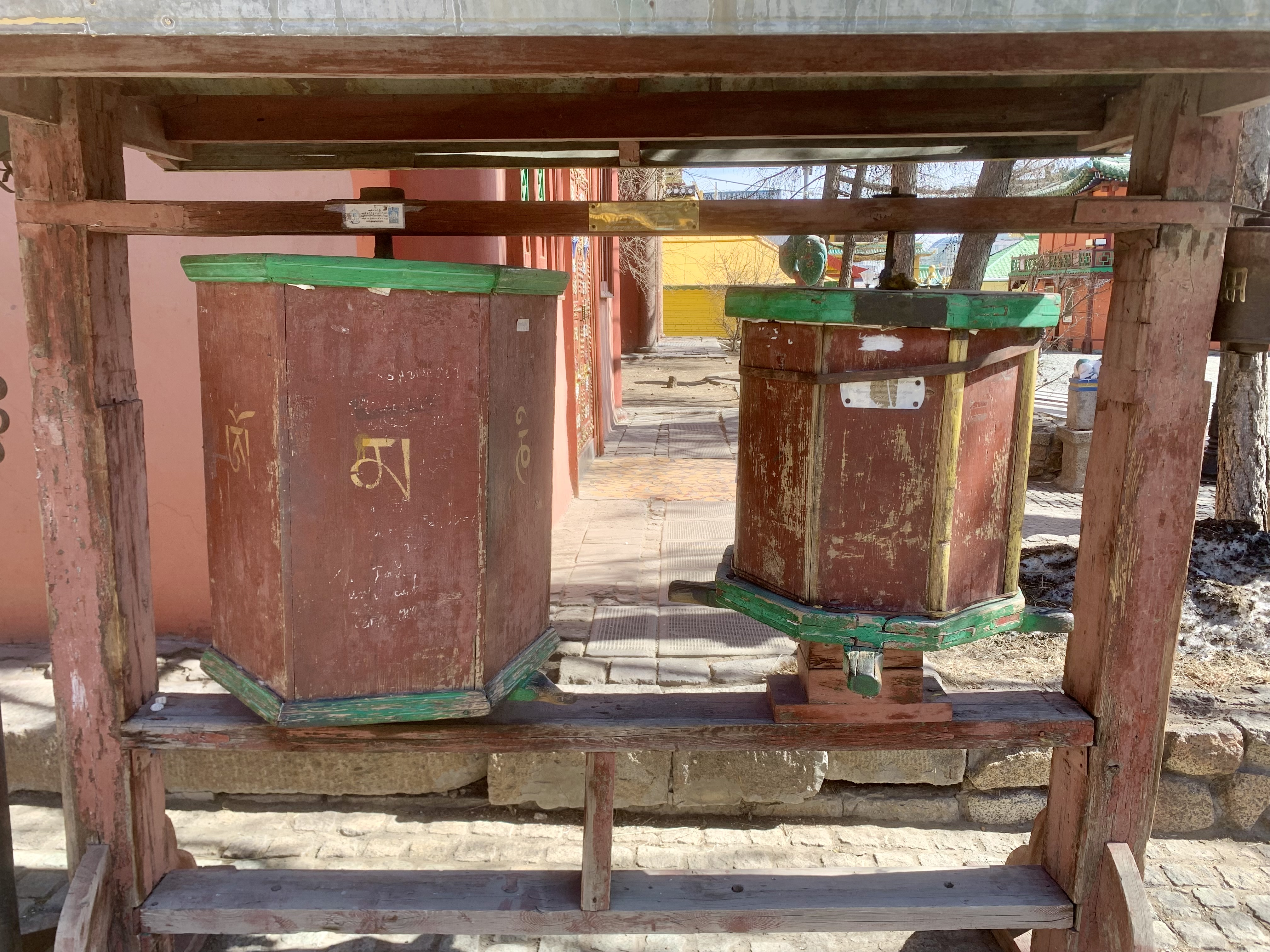